# Suidakra
SuidAkrA je njemački melodični death/folk metal sastav iz Düsseldorfa.

## Povijest sastava
Sastav je osnovan 1994. godine pod imenom Gloryfication, no ubrzo ga mjenjaju u Suidakra (Arkadius čitano naopako), te su 1997. godine samostalno izdali svoj prvi studijski album Lupine Essence. Nekoliko su puta mijenjali postavu, te je iz originalne do danas ostao samo pjevač i gitarist Arkadius Antonik. Do sada su objavili ukupno jedanaest studijskih albuma, posljednji Eternal Defiance 2013. godine. U njihovoj glazbi primjetni su utjecaji keltske narodne glazbe, te koriste tradicionalne instrumente kao što su gajde i bendžo.

## Članovi sastava
Sadašnja postava
- Arkadius Antonik - vokali, gitara (1994.-), klavijature (2000.-)
- Lars Wehner - bubnjevi (2001.-)
- Tim Siebrecht - bas-gitara (2012.-)
- Marius Pesch - gitara, vokali (2012.-)

## Diskografija
Studijski albumi
- Lupine Essence (1997.)
- Auld Lang Syne (1998.)
- Lays From Afar (1999.)
- The Arcanum (2000.)
- Emprise to Avalon (2002.)
- Signs for the Fallen (2003.)
- Command to Charge (2005.)
- Caledonia (2006.)
- Crógacht (2009.)
- Book of Dowth (2011.)
- Eternal Defiance (2013.)
- Realms of Odoric (2016.)

## Vanjske poveznice
- Službena stranica[neaktivna poveznica]